# 인터넷 거버넌스
인터넷 거버넌스(Internet governance)는 정부, 민간, 시민 사회가 맡은 역할을 통해 인터넷의 발전 및 이용과 관련하여 원칙, 규범, 규칙, 의사결정 절차를 공유하며 인터넷을 발전시키고 활용하는 것이다.

## 인터넷의 발전
인터넷 거버넌스를 이야기함에 있어 인터넷의 역사를 빼놓을 수 없다.
인터넷은 1969년 미국 국방부 부하의 고등 연구 계획국 (ARPA)에 의해 제안된 BBN 테크놀로지에 의해 구축된 4개의 대학을 연결하는 네트워크 ARPANET에서 시작되었다. 곧 위성 링크를 포함한 여러 시스템이 ARPANET에 연결되어, ARPANET은 연구 프로젝트에서 실용적인 것들로 변모했다. 이를 이유로 1975년 ARPANET은 고등 연구 계획국에서 마찬가지로 국방부 부하의 국방 정보 시스템국 (DCA)로 이관되었다.
ARPANET이 발전해 나가는 가운데, 기술적인 결정과 그 방법은 일련 번호가 매겨진 Request for Comments라는 메모로 작성되게 되었다. 오늘날에도 ARPANET 시대의 흐름을 이어 받아 인터넷 표준은 RFC 문서로 정리되고 있다.
한편, 미국 밖에서는 X.25 표준이되어 있었다. 1978년 X.25를 사용하여 유럽, 호주, 홍콩, 캐나다, 미국을 맺은 International Packet Switched Service (IPSS)가 설립되었다. IPSS는 컴퓨터 서브를 포함하여 회사와 개인의 메인 프레임 시스템이 연결되어 있었다. 1979년에서 1984년 사이, Unix to Unix Copy Protocol (UUCP)로 알려진 프로토콜을 사용하여 X.25 연결 ARPANET 전용선 연결을 이용하여 940개의 호스트가 연결되어 있었다. UUCP는 주로 usenet 등 인터넷 뉴스의 전달에 사용되고 있었다.
TCP/IP는 다른 네트워크 환경 끼리도 연결할 수 있도록 1973년부터 1977년 사이에 미국 고등연구계획국의 지원 자금으로 개발되었다.
RFC 801은 1983년 1월 1일에 어떻게하여 미 국방부가 ARPANET의 Network Control Program에서 새로운 IP 프로토콜로 전환 한 가지가 포함되어있다. 같은 해 미군의 시스템은 ARPANET에서 MILNET으로 이동하고 "ARPA 인터넷"에서 컴퓨터의 이름과 주소를 관리하기 위해 도메인 네임 시스템 (DNS)이 개발되었다. 인터넷에서 알려진 .gov, .mil, .edu, .org, .net, .com 또는 .int 등 최상위 도메인(TLD)과 .kr와 .cn 같은 국가별 도메인 체계(ccTLD)가 1984년에 도입되었다.
1984년에서 1986년 사이에 미국 과학 재단 (NSF)에 의해 재단에 소속 된 슈퍼 컴퓨터 센터를 연결하기 위해 TCP/IP를 사용하는 NSFNET 백본이 구축되었다. 이러한 네트워크를 연결하는 네트워크는 인터넷으로 알려지게된다.
1990년 ARPANET이 공식적으로 사라졌다. 그리고 1991년 NSF는 인터넷의 상업적 이용할 수 있도록 규제를 분리했다. 상업 네트워크 공급자가 상호 연결하기 시작하였고 이후 인터넷은 확대했다.
오늘 인터넷 인프라의 대부분은 민간이 소유하고 제공하는 네트워크이고, 트래픽은 네트워크의 주요 접속 구간에서 인터넷 표준 프로토콜을 통해 교환되고있다.

### 네트워크 조직의 변천
1979년 방위 고등 연구 계획국은 네트워크의 발전과 감독을 위해 Internet Configuration Control Board (ICCB)를 설립했다. 1984년 ICCB는 Internet Advisory Board (IAB)에 1986년에 Internet Activities Board (IAB)로 개명되었다.
1986년 미국 정부는 인터넷 표준을 개발하고이를 추진하기 위해 Internet Engineering Task Force (IETF)를 조직했다. 처음에는 IETF는 연구자에 의해 조직되어 있었지만, 연말에는 소속에 관계없이 인원이 모아졌다. IETF에서의 의사 소통은 이메일로 이뤄졌다.
컴퓨터 네트워크의 초창기부터 1998년 그의 죽음까지 국방부에 근무하고 있던 존 포스텔(Jon Postel)은 남캘리포니아 대학 (USC) 정보 과학 연구소 (ISI)의 컴퓨터 네트워크 부장으로 IP 주소의 할당 임무의 감독을 하고 있었다. 이 역할은 글로벌 DNS 루트 서버의 관리를 포함하여 Internet Assigned Numbers Authority (IANA)에 계승되었다. 포스텔 RFC 편집자로도 활약했다.
IP 주소 할당은 IANA에서 다음의 4개 지역 인터넷 레지스트리 (RIR)에 위임 된다.
- American Registry for Internet Numbers (ARIN)은 북아메리카를 담당한다.
- RIPE Network Coordination Centre (RIPE NCC)은 유럽, 중동, 중앙아시아를 담당한다.
- Asia-Pacific Network Information Centre (APNIC)은 아시아와 태평양 지역을 담당한다.
- Latin American and Caribbean Internet Address Registry (LACNIC)은 라틴 아메리카와 카리브해 지역을 담당

2004년에는 아프라카를 담당하는 RIR로 African Network Information Centre (AfriNIC)가 설립되었다.
1998년 미국 상무부는 국제적인 DNS 및 IP 주소 관리 체제 방향에 대해 민간 주도에 의한 새로운 조직의 설립을 추진하여, 이에 호응한 국제적인 노력으로 백서 작성에 관한 국제포럼(International Forum on the White Paper)이 만들어져 워싱턴 DC, 제네바, 싱가포르, 부에노스 아이레스에서 연속적으로 새로운 조직의 기본 사항에 대한 검토 회의가 개최되었다. 같은 해 10 월, 존 포스텔의 갑작스런 죽음 후, 1998년 11월에 IANA의 기능은 지금까지의 IANA 관계자 등 인터넷 커뮤니티에 의해 설립된 후 후 미 상무부에 의해 승인 된 캘리포니아의 비영리 단체 국제인터넷주소관리기구(ICANN, Internet Corporation for Assigned Names and Numbers)에 흡수되었다. ICANN의 처음 10명의 이사는 존 포스텔에 의해 선정되었다. 이에 대해 일부 관계자만 활동을 하여 열린 조직이 아니라는 강한 비판과 미 상무부의 강한 지시로 18 명의 이사 중 절반의 9명을 일반 회원에 의한 글로벌 직접 선거에 의해 선출할 방침을 세웠다. 그리고, 2000년에 실제로 그중 5 명을 선출하는 선거가 실시되었다. 그러나 일본을 비롯한 일부 국가에서 조직적인 투표 행동을 볼 수있는 등 많은 문제가 발생하여 일반회원에 의한 선출제도 자체에 대한  재검토가 이루어졌다.  2002년 1월 일반회원 투표에 대한 검토 작업 중에 당시 ICANN의 CEO 인 스튜어트 인이 "911 테러 사건을 생각해 보아, ICANN은 민주주의의 실험에 쓸데없는 노력을 소비하는 것보다 효율적인 조직으로 거듭나야한다"고 주장하고 "근본 개혁 "을 제안하고 이사회에서 이를 인정 대폭적인 조직 개혁이 이루어졌다. 따라서 이사의 선출은 주요 조직의 구성원에 의한 추천과 '지명위원회'라는 독립적 인선위원회가 선출 한 후보자 중에서 이사회가 선택하는 형태로 바뀌었다. 다만 '지명위원회'에 의한 후보자 선정 과정은 비공개이기 때문에 그 불투명 함을 비판하는 의견도 많다.
1992년, Internet Society (ISOC)가 "전세계 이용자를 위해 인터넷의 열린 개발, 발전, 이용을 보증하는"목적으로 발족되었다. 그 구성원은 동등한 권리를 가진 기업, 단체, 정부, 대학과 개인이 포함된다. 그리고 ISOC에는 Internet Advisory Board에서 Internet Architecture Board로 개명 한 IAB와 IETF가 포함되었다.  현재 IETF는 Internet Engineering Steering Group (IESG)에 의해 감독되고 있고, 장기간에 걸친 연구는 Internet Research Task Force에 의해 진행되며 Internet Research Steering Group의 감독을 받는다.
2002년 ISOC이 재구성될 때 기업 구성원에 대한 더 많은 권한이 부여되었다.

## 인터넷 거버넌스 이슈

### 미국에 대한 비판
당초 미 상무부가 가지고 있던 인터넷의 관리자라는 지위는 인터넷은 국제적인 움직임과 함께 해야한다고 생각하는 사람이나 단체로부터 비판을 받게 되었다.
IANA 기능을 ICANN에 이행했을 때에 인터넷 거버넌스에 대한 논쟁이 과열했다. ICANN의 불분명하고 무책임한 의사 결정 과정에 대해 일부 옵저버에서 비판이 나왔다. 특히 인터넷 커뮤니티를 통해 인터넷 이용자 중에서 선택되는 이사직(위에서 설명한 직선제에 의한 이사 선출 방식)이 폐지되었을 때 최악의 상황을 생각하게 하였다. ICANN은 이 사건에 대해 의사 결정 과정을 간소화하고 현대의 인터넷에 적합한 조직 구조를 모색하고 있을 뿐이라고 발표했다.
다른 논점은 일반적인 TLD (특히 .com이나 .org와 같이 추가 된 .biz 등 또는 신설이 기각 된 .xxx 등을) 관리와 신설에 대한 ccTLD 관리, ICANN의 급격히 증가하는 책임과 예산의 문제와 그것을 감당하기 위해 제안된 "도메인 세금"과 지불 방법 등이 있다.
현재 ICANN은 공식적으로는 "미 상무부의 통제는 없다"고 주장하고 있지만, ICANN이 캘리포니아주 법률에 의거하여 설립 된 민간 단체인 것에는 변함이 없고, 그 외에도 여전히 DNS 루트 서버 레코드 관리 권한은 미 상무부가 쥐고 있기 때문에 "미국이 실효적인 지배를 계속하고 있다"고 비판하는 의견은 뿌리 깊다. 또한 민간 단체에 인터넷의 관리를 맡기는 것은 문제가 있다고 하여, 주로 중국이나 개발 도상국을 중심으로 인터넷 관리를 국제 전기 통신 연합(ITU)과 국제연합에 위임해야 한다는 의견도 있다.
2003년부터 2005년까지 개최된 '정보 사회 세계 정상 회의'에서는 인터넷 관리를 어디에 맡길 것인가(계속 ICANN을 중심으로 운영 할 것인지, ITU와 유엔에 인계하거나 혹은 새로운 조직을 시작할 지)라는 점을 중점적으로 논의했지만 결국 결론이 나지 않은 채 끝났다.

## 유엔 인터넷 거버넌스 워킹그룹의 정의
2005년 6월에 발행된 유엔 인터넷 거버넌스 워킹 그룹(Working Group on Internet Governance · WGIG)의 보고에서는 인터넷 거버넌스를 다음과 같이 정의했다.
인터넷 거버넌스는 정부, 민간, 시민 사회가 맡은 역할을 통해 인터넷의 발전 및 이용과 관련하여 원칙, 규범, 규칙, 의사결정 절차를 공유하며 인터넷을 발전시키고 활용하는 것이다.
요하이 벤클러는 인터넷 커버넌스의 개념을 계층화하여
- 물리적 기반 계층 (정보가 이동하는)
- 코드 또는 논리적 계층 (제어 기반구조)
- 컨텐트 계층 (네트워크를 통해 전송되는 정보)

라고 소개하였다.

## 인터넷 거버넌스 포럼
2006년부터 다양한 인터넷 거버넌스 관련 이슈를 다루기 위한 인터넷 거버넌스 포럼(IGF, Internet Governance Forum)이 개최되고 있다.
이에 대한 자세한 내용은 위키문서 인터넷 거버넌스 포럼을 통해 확인할 수 있다.

## 같이 보기
- 인터넷

- 인터넷 관련단체
  - Internet Assigned Numbers Authority(IANA)
  - Internet Corporation for Assigned Names and Numbers(ICANN)
  - Internet Engineering Task Force(IETF)
  - Internet Engineering Steering Group(IESG)
  - Internet Research Task Force(IRTF)
  - Number Resource Organization(NRO)
  - 인터넷 협회
  - 인터넷 아키텍처 위원회
  - 한국인터넷거버넌스포럼(KrIGF)

- 유엔 관련단체
  - 인터넷거버넌스포럼(IGF, Internet Governance Forum)
  - 정보 사회 세계 정상회의